# Montecchio Emilia
Montecchio Emilia es un municipio situado en el territorio de la provincia de Reggio Emilia, en Emilia-Romaña (Italia). 

## Demografía
| Gráfica de evolución demográfica de Montecchio Emilia entre 1861 y 2001 |
|                                                                         |
| Fuente ISTAT - elaboración gráfica de Wikipedia                         |